# Invasion mongole en Chine
Conquêtes mongoles
Batailles
- Birmanie :
  - 1re
    - Ngasaunggyan
    - Bhamo
    - Pagan

  - 2e
- Asie centrale :
  - Qara Khitai
  - Empire khorezmien
- Chine :
  -  Xia occidentaux
  - Jin
  - Song
  - Dali
- Japon :
  - Bun’ei
  - Kōan
- Viêt Nam :
  - Bach Dang
- Autres invasions :
  - Inde
  - Java
  - Corée
  - Tibet

- Rus’ de Kiev
- Khanat de la Volga (Samara Bend, Bilär)
- Durdzuketia
- Pologne (1re invasion)
- Hongrie (1re invasion)
- Bulgarie et Serbie
- Empire latin de Constantinople
- Pologne (2e invasion)
- Thrace
- Hongrie (2e invasion)
- Pologne (3e invasion)
- Serbie (2e invasion)

Proche-Orient
- Empire khorezmien
- Arménie
- Géorgie
- Anatolie (Köse Dağ)
- Bagdad
- Levant
- Palestine (Aïn Djalout)

L'invasion mongole en Chine est une série de grandes campagnes militaires conduites par les Mongols pour envahir la Chine historique. Elle s’étend sur six décennies du XIIIe siècle et entraine la défaite et la destruction de la dynastie des Xia occidentaux, de la dynastie Jin, du royaume de Dali et de la dynastie Song. L’invasion commence sous Gengis Khan par des raids à petite échelle contre les Xia occidentaux en 1205 et 1207. Plus de 70 ans plus tard, en 1279, le chef mongol Kubilai Khan fonde la dynastie Yuan et écrase le dernier foyer de résistance pro-Song, ce qui marque le début de la domination mongole/Yuan sur toute la Chine. Pour la première fois dans son histoire, l'ensemble du territoire chinois est conquis et gouverné par une dynastie d'origine non-Han.

## Conquête des Xia occidentaux

Carte de la Chine avant le début des invasions mongoles. Les territoires des Jins sont en jaune, ceux des Xia Occidentaux en marron, ceux de la dynastie Song en rose et ceux du royaume de Dali en violet

De la fin des années 1190 jusqu'au début de la décennie 1200, Temujin, le futur Gengis Khan, commence à consolider son pouvoir en Mongolie. Après la mort d'Ong Khan, un chef Kéraït, en 1203 et à la suite de la naissance du nouvel Empire mongol de Temujin, le chef Kéraït Nilqa Senggum part de Mongolie avec un petit groupe de fidèles et va se réfugier chez les Xia occidentaux. Cet exil est bref, car comme lesdits fidèles se livrent au pillage aux dépens de la population locale, Nilqa Senggum est expulsé du territoire des Xia occidentaux.
Malgré cette rapide expulsion, Temujin prend prétexte de la présence de son ennemi chez les Xia pour les attaquer. En 1205, il lance un premier raid dans la région d'Edsin,,, qui se conclut par la soumission des nobles Xia locaux. En 1207, Temujin, devenu entretemps Gengis Khan, lance un autre raid, envahit le plateau d'Ordos et attaque la garnison de Wuhai, avant de se replier en 1208,.
En 1209, il lance une campagne à plus grande échelle pour obtenir la soumission des Xia Occidentaux. Après avoir vaincu le général Kao Liang-Hui devant les murs de Wuhai, Gengis prend à nouveau la ville, puis avance le long du fleuve Jaune pour aller assiéger Yinchuan, la capitale des Xia, qui est défendue par une garnison forte de 150 000 soldats. Les Mongols n'ont alors aucune expérience de la guerre de siège et finissent par inonder leur propre camp en essayant d'inonder la ville. Malgré cet échec du Khan, l'empereur Huánzōng des Xia occidentaux comprend qu'il ne recevra aucun renfort de la part de la dynastie Jin et fait sa soumission aux Mongols. En gage de sa bonne foi, il donne une de ses filles, Chaka, en mariage à Gengis et lui verse un tribut sous forme de chameaux, faucons et tissus.
Après leur défaite de 1210, les Xia agissent en vassaux fidèles de l'Empire mongol et les aident dans leur guerre contre la dynastie Jin. Les choses changent en 1219 lorsque l'empereur des Xia et son général en chef Asha refusent d'aider Gengis Khan dans sa guerre contre l'Empire khorezmien en répondant de manière insultante à sa demande de renforts,. Furieux, Gengis jure de se venger avant de partir envahir le Khwarezm, pendant que les Xia occidentaux tentent, en vain de s'allier avec les dynasties Jin et Song contre les Mongols.
En 1221, après sa victoire contre les Khorezmiens, Gengis commence à préparer sa campagne contre les Xia. Elle débute en 1225, lorsqu'il marche sur ses ennemis à la tête d'une armée d'à peu près 180 000 soldats. Après avoir pris Khara-Khoto, les Mongols avance rapidement vers le sud et prennent les villes les unes après les autres. Le général en chef Asha ne peut rien faire, car il garde la capitale et devrait traverser 500 km de déserts pour attaquer les Mongols. Si les villes tombent face aux Mongols, leur résistance rend Gengis Khan tellement fou de rage qu'il décide de détruire totalement le pays et ordonne à ses généraux de raser systématiquement les villes et les garnisons qui se trouvent sur leur route,,. Gengis divise son armée en deux pour être sûr de raser toutes les villes des Xia. La cité de Ganzhou est la seule à échapper à la destruction, car c'est la ville natale de Chagaan, un des généraux de Gengis, qui obtient du Khan la survie de son peuple.
En août 1226, les Mongols arrivent à Wuwei, le seconde plus grande ville des Xia, qui se rend pour échapper à la destruction. En novembre 1226, Gengis assiège la ville de Lingwu, qui se trouve à 30 km de Yinchuan,. C'est à proximité de cette ville, lors de la bataille du fleuve Jaune, qu'il détruit une armée de 300 000 soldats des Xia occidentaux conduite par Asha, qui espérait éliminer la menace mongole,.
Gengis assiège Yinchuan début 1227 et, pour éviter que les Jin envoient des renforts, il lance des raids contre ces derniers. Un de ces raids atteint même Kaifeng, la capitale des Jin. Le siège de Yinchuan dure six mois, après quoi Gengis commence des négociations de paix, tout en prévoyant secrètement de tuer Mòzhǔ, l'empereur des Xia. Durant ces négociations, le Khan continue ses raids contre les Jin et refuse une offre de paix de ces derniers. À la place, il se prépare à les envahir au niveau de leur frontière avec les Song,. En août 1227, Gengis meurt subitement. Afin d'éviter l'échec de la campagne en cours, sa mort est gardée secrète le plus longtemps possible,. En septembre 1227, Mòzhǔ se rend aux Mongols et est exécuté quasi immédiatement,. Par la suite, les Mongols pillent et rasent Yinchuan, tuent toute la population de la ville et détruisent les tombes impériales situées à l'ouest de la ville, parachevant ainsi la destruction totale des Xia occidentaux,,,.

## Conquête de la dynastie Jin

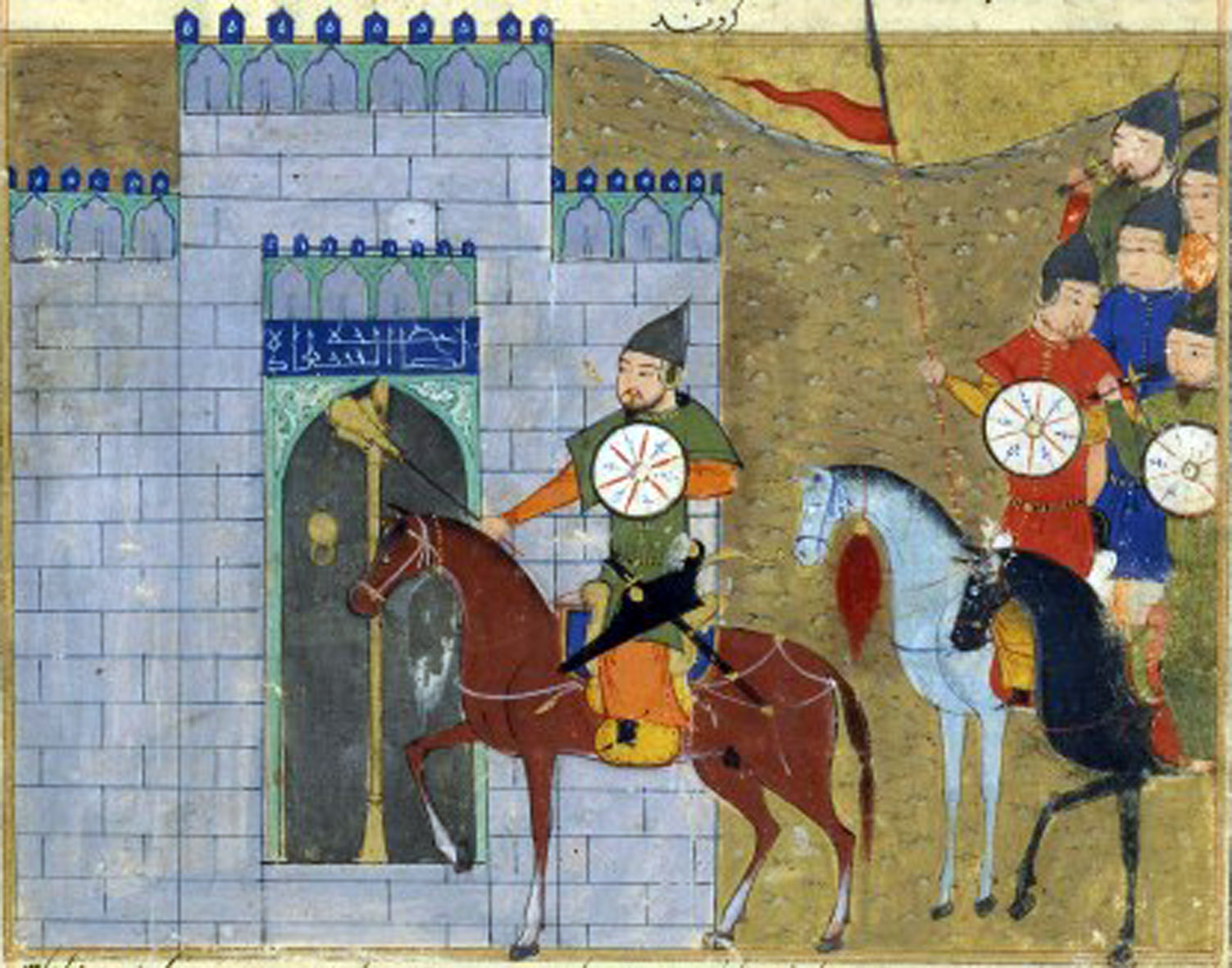
Le siège de Zhongdu (l'ancien nom de Pékin) en 1213–14.

Un des buts principaux de Gengis Khan est de conquérir le territoire de la dynastie Jin, afin de venger la mort d'un des précédents khans, de mettre la main sur les richesses du nord de la Chine et faire des Mongols une puissance de premier plan de l'Asie de l'est. Dans cette optique, la soumission des Xia occidentaux ne sert qu'à ouvrir la voie à l'invasion des Jin.
Gengis Khan déclara la guerre aux Jin en 1211, mais même si les Mongols remportent de grandes victoires lors des batailles rangées, ils éprouvent de grandes difficultés lorsqu'il faut prendre des grandes villes. Conformément à sa manière d'agir typiquement logique et déterminée, Gengis Khan réunit ses conseillers les plus compétents et étudie les problèmes liés à la prise d’assaut des fortifications. Avec l’aide d'ingénieurs chinois, les Mongols développent leur propre art de la poliorcétique, qu'ils affinent ensuite avec l'apport d'ingénieurs musulmans qui leur font connaitre les trébuchets à contrepoids, ou « Phao musulman », qui a une portée maximale de 300 mètres bien supérieure aux 150 mètres des modèles chinois. Ces nouveaux trébuchets jouent un rôle important aussi bien pour prendre les forteresses chinoises que pour attaquer les unités d’infanterie sur le champ de bataille. Finalement, les Mongols deviennent des experts de la prise des villes.
À la suite de plusieurs victoires écrasantes dans des batailles rangées et de la prise de plusieurs villes, Gengis a réussi à conquérir une grande partie du territoire Jin et en 1213 ces derniers sont repoussés jusqu'au sud de la Grande Muraille. Il avance alors avec trois armées au cœur du territoire des Jin, entre la Grande Muraille et le fleuve Jaune. Avec l’aide de Chenyu Liu, un des officiers de haut rang qui ont trahi les Jin et/ou les Song, Gengis réussit à vaincre les troupes des Jin, puis dévaste le nord de la Chine, prend de nombreuses villes et finit par assiéger Yanjing, la capitale des Jin et future Pékin, en 1215. La ville est prise et pillée, et l’empereur Jin Xuanzong doit se soumettre. Soumission de façade, car il déplace immédiatement sa capitale vers le sud, à Kaifeng. La nouvelle capitale est assiégée en 1232 et tombe entre les mains des Mongols. L'empereur Jin Aizong s'enfuit alors vers la ville de Caizhou, qui est à son tour assiégée et prise en 1234. Aizong se suicide et la dynastie Jin s'effondre.

### Déserteurs chinois
De nombreux Han, ou Chinois de souche, et Khitans, font défection au profit des Mongols pour lutter contre les Jin. Parmi eux, on trouve les deux chefs chinois Shi Tianze et Liu Heima (劉黑馬, Liu Ni),,,, et le Khitan Xiao Zhala (蕭札剌), qui commandent 3 tumens dans l’armée mongole, soit l'équivalent de trois divisions.,,. Liu Heima et Shi Tianze sont au service de Gengis Khan et également de son successeur Ögedei Khan. Et ce sont Liu Heima et Shi Tianxiang, un autre déserteur, qui dirigent l’armée mongole qui part en guerre contre les Xia occidentaux. Finalement, on trouve quatre tumens « han » au sein de l'armée mongole, chacun d'entre eux étant composé de 10 000 soldats. Pendant le règne d'Ogödei Khan les quatre généraux à la tête de ces tumens sont Zhang Rou, Yan Shi, Shi Tianze et Liu Heima,,,.
Ces déserteurs ne sont pas uniquement des militaires. Ainsi, Shi Tianze (Shih t’ien-tse), Zhang Rou (Chang Jou, 張柔), Yan Shi (Yen Shih, 嚴實) et d'autres dignitaires chinois de haut rang trahissent la dynastie Jin au profit des Mongols et aident ces derniers à mettre sur pied l’administration du nouvel État mongol.
Civils ou militaires, ces nouveaux alliés des Khan n'ont aucun problème à attaquer leurs compatriotes fidèles aux Song. Ainsi, Chagaan (Tsagaan) et Zhang Rou ont lancé une attaque contre la dynastie Song, sur ordre de Töregene Khatun.
Par la suite, la dynastie Yuan crée une « Armée Han » (漢軍) regroupant les soldats Jin ayant rejoint les rangs des Mongols et une « Armée nouvellement soumise » (新附軍), rassemblant les soldats Song ayant changé de camp.

## Conquête du royaume de Dali
En 1253 le Khan Möngke envoie Kubilai conquérir le royaume de Dali, afin de pouvoir prendre de flanc le territoire des Song. À cette date c'est le clan Gao qui domine la cour du royaume. Ces derniers refusent de se soumettre et font assassiner les envoyés mongols. Kubilai riposte à cette provocation en organisant l'invasion du royaume. Les troupes mongoles sont divisées en trois armées distinctes :
- La première attaque par l'est en passant par le bassin du Sichuan[46].
- La deuxième est dirigée par Uryankhadai, le fils de Subötaï. Cette armée prend un chemin difficile en passant par les montagnes de l'ouest du Sichuan[46].
- La troisième est dirigée par Kubilai lui-même et se dirige vers le sud en passant par les prairies, avant de retrouver la première armée.

Alors que Uryankhadai contourne le lac Erhai par le nord, Kubilai prend Dali, la capitale du royaume, et épargne ses habitants malgré le massacre des ambassadeurs. Duan Xingzhi (段興智), le roi de Dali, fait lui-même défection au profit des Mongols, qui utilisent ses soldats pour conquérir le reste du Yunnan. Après leur victoire, les Mongols donnent au roi Duan Xingzhi le titre de Maharajah et nomment un commissaire à la pacification pour achever la mise au pas du pays. Après le départ de Kubilai, des troubles éclatent chez les Black Jang, l'un des principaux groupes ethniques du royaume de Dali. Ces troubles durent trois ans et il faut attendre 1256 pour qu'Uryankhadai achève la pacification complète du Yunnan.

## Conquête de la dynastie Song
Au début, les Mongols s'allient aux Song pour lutter contre leur ennemi commun, la dynastie Jin. Cependant, cette alliance s'effondre avec la destruction des Jin en 1234. Dès 1235, les Mongols déclarent la guerre aux Song, après que ces derniers se soient emparés des anciennes capitales chinoises (à savoir Luoyang, Chang'an et Kaifeng) et aient tué un ambassadeur mongol. Très vite, les armées mongoles repoussent les troupes des Song au sud du fleuve Yangzi Jiang, ce qui marque le début d'un conflit de quatre décennies qui s’achève avec la chute des Song en 1276.
Les troupes mongoles déployées pour envahir le sud de la Chine sont beaucoup plus importantes que celles envoyées pour envahir le Moyen-Orient en 1256. Malgré ce déploiement de force, la conquête des territoires des Song est bien plus longue et difficile que celle des Jin et des Xia. Les forces Song ont été équipées avec la meilleure technologie d'armement disponible à l'époque, ce qui inclut une grande quantité d'armes à poudre noire, comme des mortiers, des fusées et des lance-flammes primitifs. Cependant, les intrigues politiques perpétuelles de la cour impériale des Song favorisent les plans des Mongols. Malgré ce facteur d'affaiblissement, la résistance féroce que les Chinois opposent aux Mongols oblige ces derniers à mener la guerre la plus difficile de toutes celles qu'ils ont dû conduire pendant leurs conquêtes. Pour venir à bout de leurs ennemis, les Mongols utilisent tous les avantages qu'ils peuvent gagner et «tous les artifices militaires connus à cette époque». Pour les épauler et vaincre plus facilement les Song, ils font appel au savoir-faire militaire de tous les peuples qu'ils ont déjà conquis.
Après plusieurs batailles indécises, les Mongols attaquent sans succès la garnison Song de la forteresse d'Hechuan et sont obligés de se retirer lorsque Möngke, leur grand Khan, meurt du choléra ou de la dysenterie. Cependant, le général responsable de la défense de cette forteresse n'est pas récompensé pour sa victoire et est même puni par la cour impériale des Song. Découragé, il fait défection au profit des Mongols, puis conseille à Kubilai, le successeur de Möngke, de se concentrer en priorité sur Xiangyang, une forteresse vitale pour les Song. Selon le nouvel allié des Mongols, cette place forte est la clé de la conquête de la Chine du sud.

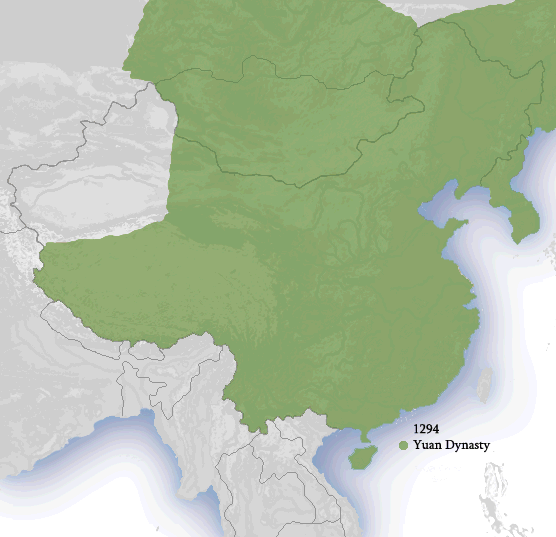
Le territoire de la dynastie Yuan pendant le règne de Kubilai Khan, après la fin de la conquête des territoires de la dynastie Song.

Les Mongols encerclent rapidement Xiangyang et repoussent tous les renforts envoyés par la cour des Song. Le siège dure plusieurs années et les Mongols finissent par faire venir des ingénieurs musulmans du Moyen-Orient pour construire un nouveau type de trébuchet à contrepoids, capable d'utiliser des projectiles explosifs. La ville finit par tomber entre les mains des Mongols et la dynastie Song réagit en envoyant une armée pour contrer l'avance mongole. Mais ces troupes sont dirigées par le premier ministre Jia Sidao, qui est totalement incompétent sur le plan militaire et de manière prévisible, la bataille tourne au désastre pour les Chinois. En 1276, assiégée dans la capitale, manquant de soldats, de matériel et d'approvisionnements, la cour des Song se rend aux troupes de Kubilai et l'empereur Song Gong est livré aux Mongols, qui l'exilent au Tibet.
Avant même d'avoir totalement achevé la conquête de la Chine, Kubilai fonde la dynastie Yuan et se proclame empereur de Chine. Cependant, malgré la capitulation de la cour des Song, la résistance des derniers fidèles de la dynastie quasi déchue continue quelques années de plus. Ces fidèles se sont regroupés autour de Song Duanzong, le frère de Song Gong, qu'ils ont proclamé empereur, et s’appuient sur la puissante flotte de guerre Song, forte d'un millier de navires, dont ils ont toujours le contrôle. En réalité, Duanzong n'a aucun véritable pouvoir et meurt en 1278 sur une ile au large de Hong Kong. Son frère, Song Bing est alors proclamé empereur et c'est lui qui est témoin de la chute finale des Song en 1279, lorsque la flotte mongole écrase celle de ses fidèles le 19 mars 1279, lors de la bataille de Yamen. Devant l'étendue du désastre, Song Bing et ses fidèles se suicident en se jetant dans la mer. La dynastie Song a vécu et la conquête mongole de la Chine est achevée.
Durant la conquête mongole de la Chine historique, beaucoup de Chinois Han ont été asservis par les Mongols. Selon les historiens japonais Sugiyama Masaaki (杉山 正 明) et Funada Yoshiyuki (舩 田 善 之), il existe aussi un certain nombre d'esclaves mongols qui sont la propriété de Chinois pendant la dynastie Yuan. En outre, il n'y a aucune preuve que les Chinois, qui sont considérés par les Mongols comme une classe inférieure au sein de la société Yuan, ont subi plus d'abus que les autres peuples conquis,.
Ainsi, les membres de la famille impériale Song qui se sont rendus continuent à vivre normalement pendant la dynastie Yuan, comme l'empereur Song Gong, Zhao Mengfu et Zhao Yong. Zhao Mengfu finit par devenir peintre à la cour Yuan et réussit à avoir un entretien en particulier avec Kublai Khan. Cette pratique d'intégration des familles dirigeantes vaincues est appelée wang sang ke二王三恪.

## Résistance chinoise contre les Mongols au Dai Viet
Le clan chinois Tran (Chen) est originaire du Fujian et c'est sous Trần Kinh (陳 京, Chén Jīng), qu'il migre vers le Đại Việt. Là, les descendants de Kinh épousent des membres des peuples locaux et finissent par établir la dynastie Trần, qui règne un temps sur ce pays. Ces origines nordiques sont bien connues des Yuan, car le clerc taoïste Xu Zongdao, qui a rédigé les Chroniques racontant l'invasion mongole du Viet-Nam, les a appelés « Bandits du Nord »,. Bien des années après cette migration, certains membres de la cour royale et du clan Trần, comme Trần Lý, et Trần Thừa, parlent encore le chinois. Ainsi, lorsqu'un émissaire de la dynastie Yuan rencontre en 1282 le prince Trần Quốc Tuấn, le futur roi Trần Hưng Đạo, ils dialoguent ensemble en langue chinoise,,,,,,,.
Selon le professeur Liam Kelley, les fidèles de la dynastie Song qui ont fui vers le Viet Nam de la Dynastie Trần, comme Zhao Zhong et Xu Zongdao, après l'invasion mongole de la Chine, ont aidé leurs nouveaux maitres à lutter contre Invasions mongoles du Viêt Nam. Il est difficile de savoir jusqu'à quel point cette aide fut utile, mais ce qui est sûr, c'est que finalement les Mongols sont vaincus et doivent repartir vers la Chine.

## Les soldats chinois dans les autres guerres des Mongols
Avec le temps, les Mongols ont recruté et intégré à leur armée des soldats de nombreuses nationalités, pour mener à bien leurs guerre, comme leurs campagnes en Asie centrale et orientale,,,,. Les Mongols ont employé des troupes chinoises, surtout des soldats spécialistes des catapultes et de la poudre à canon, pour les aider dans d'autres conquêtes. En plus de ces troupes spécialisées, de nombreux chercheurs et médecins chinois ont accompagné les commandants mongols lors des combats dans l'ouest. Bref, les Mongols ont valorisé les travailleurs ayant des compétences spécifiques et pouvant leur être utile.
Dès le début de la dynastie Song, les Chinois avaient les connaissances techniques nécessaires pour fabriquer de la fonte assez solide pour pouvoir lancer des objets en utilisant de la poudre noire. Par la suite, cette technologie est utilisée sur les champs de bataille par les dynasties Liao, Jin et Yuan.
Lorsqu'il part envahir l'Empire khorezmien en 1219, Gengis Khan prend avec lui une unité de soldats chinois spécialistes des catapultes, dont il utilise les services jusqu'à la fin des combats. Ces Chinois ont peut-être utilisé leurs catapultes pour lancer des bombes à poudre noire, puisqu'ils maitrisent déjà cette technologie à cette époque et que le Khan a à son service plusieurs Chinois qui connaissent la poudre à canon. Ceci étant, les Chinois ne sont qu'un des rouages de l'armée du Khan, qui a d'autres spécialistes de la guerre de siège à ses côtés et utilisent d'autres technologies. Certes ils jouent leur rôle, mais ce dernier ne doit pas être surévalué. Ce qui est sûr, par contre, c'est que des «régiments entiers» de Chinois utilisant des trébuchets pour lancer des bombes à poudre ont été déployés par les Mongols pendant l'invasion de l'Iran.
Les historiens ont suggéré que c'est l'invasion mongole qui a permis à la poudre noire chinoise et aux armes associées, parmi lesquelles on trouve l'Huochong, un type de mortier, de se répandre en Asie centrale. Le fait est que les livres écrits dans la région après l'invasion témoignent de l'utilisation d'armes à poudre ressemblant à celles venant de Chine.
Bien des années plus tard, lorsque Houlagou Khan, le petit-fils de Gengis, se lance à la conquête du Moyen-Orient, il est accompagné par une équipe formée d'un millier d'ingénieurs venant de Chine du nord,. Cette équipe a participé au siège de Bagdad,. Parmi les commandants responsables de ce siège se trouve le général chinois Guo Kan, qui, selon certaines sources, est nommé gouverneur de Bagdad après la prise de la ville,,,,. Il est difficile de savoir s'il l'a réellement été, car selon Nasir al-Din al-Tusi, un des serviteurs d'Houlagou, ce poste serait revenu à un certain Asuta Bahadur. Par contre, selon Rashid et Bar Heabreus, c'est Ali Bahadur qui hérite de cette charge.
Dans tous les cas de figure, les généraux chinois qui ont servi au sein des armées mongoles ont pu observer toutes les étapes de l'invasion de l'ouest de l'Asie.
Selon l'historien persan Ata-Malik Juvaini, lors de l'assaut sur la forteresse d'Alamut, le repaire des Nizârites, les troupes mongoles ont utilisé des armes de siège « Khitayan », qui ressemblent à des arbalètes,,. « Khitayan » est un mot signifiant chinois et ces armes sont un type de baliste, déployé en 1256 sur ordre d'Houlagou. Ces « Khitayan » lancent des pierres contre la forteresse et des traits qui « brûlent » un grand nombre d'assassins. Ils peuvent tirer à une distance d'environ 2 500 pas et l'appareil est décrit par Ata-Malik comme étant un arc à bœuf. Concernant les traits incendiaires, ils sont en fait recouverts d'un enduit qui est enflammé avant le tir. Un autre historien pense que, au lieu d'un enduit, ce sont des récipients remplis de poudre noire qui aurait été fixés aux traits et auraient provoqué les effets incendiaires décrits par Ata-Malik.
Des soldats chinois sont installés par les Mongols dans la région de l'ancien royaume de Qocho, où ils fondent une colonie militaire. D'autre soldats chinois sont installés à Besh Balikh, où ils fondent une autre colonie militaire, dirigée par le général chinois Qi Kongzhi.

## Les soldats non-mongols en Chine
Contre les Alains et les Coumans, les Mongols ont utilisé les tactiques de division et de conquête. Tout d'abord, les Mongols ont dit aux Coumans de cesser de s'allier aux Alains, puis, après que les Coumans aient suivi leur suggestion, les Mongols ont vaincu séparément les Alains et les Coumans.Par la suite, les vaincus deviennent des fidèles serviteurs des Mongols et sont regroupés dans une unité nommée « Garde Alain de la Droite », qui se bat aux côtés des soldats « ralliés de fraiche date », de certaines unités mongoles et des soldats chinois. Leur fidélité est telle que Kubilai Khan s'entoure d'une garde personnelle formée d'Alains et de Coumans et qu'en 1368, lors de la chute de la dynastie Yuan en Chine, Togoontomor est accompagné dans sa fuite par ses fidèles gardes Alains.